# Ларсен, Эрнст
Эрнст Ви́лли Ла́рсен (норв. Ernst Willy Larsen; 18 июля 1926 — 2 декабря 2015) — норвежский легкоатлет, бронзовый призёр Олимпийских игр.

## Спортивная карьера
Родился в Тронхейме.
Являлся 12-кратным чемпионом Норвегии по легкой атлетике: пятикратным — на дистанции 3000 м с препятствиями, четырехкратным — на 3000 м в легкоатлетическом кроссе, двукратным — на 5000 м и один раз — на дистанции 10 000 м. Было 15-кратным рекордсменом Норвегии.
В 1954 году завоевал бронзовую медаль чемпионата Европы в швейцарском Берне. В 1956 году на Олимпийских играх в Мельбурне стал обладателем бронзовой медали в беге на 3000 м с препятствиями.